# Gümligen
Gümligen (toponimo tedesco) è una frazione del comune svizzero di Muri bei Bern, nel Canton Berna (regione di Berna-Altipiano svizzero, circondario di Berna-Altipiano svizzero).

## Monumenti e luoghi d'interesse

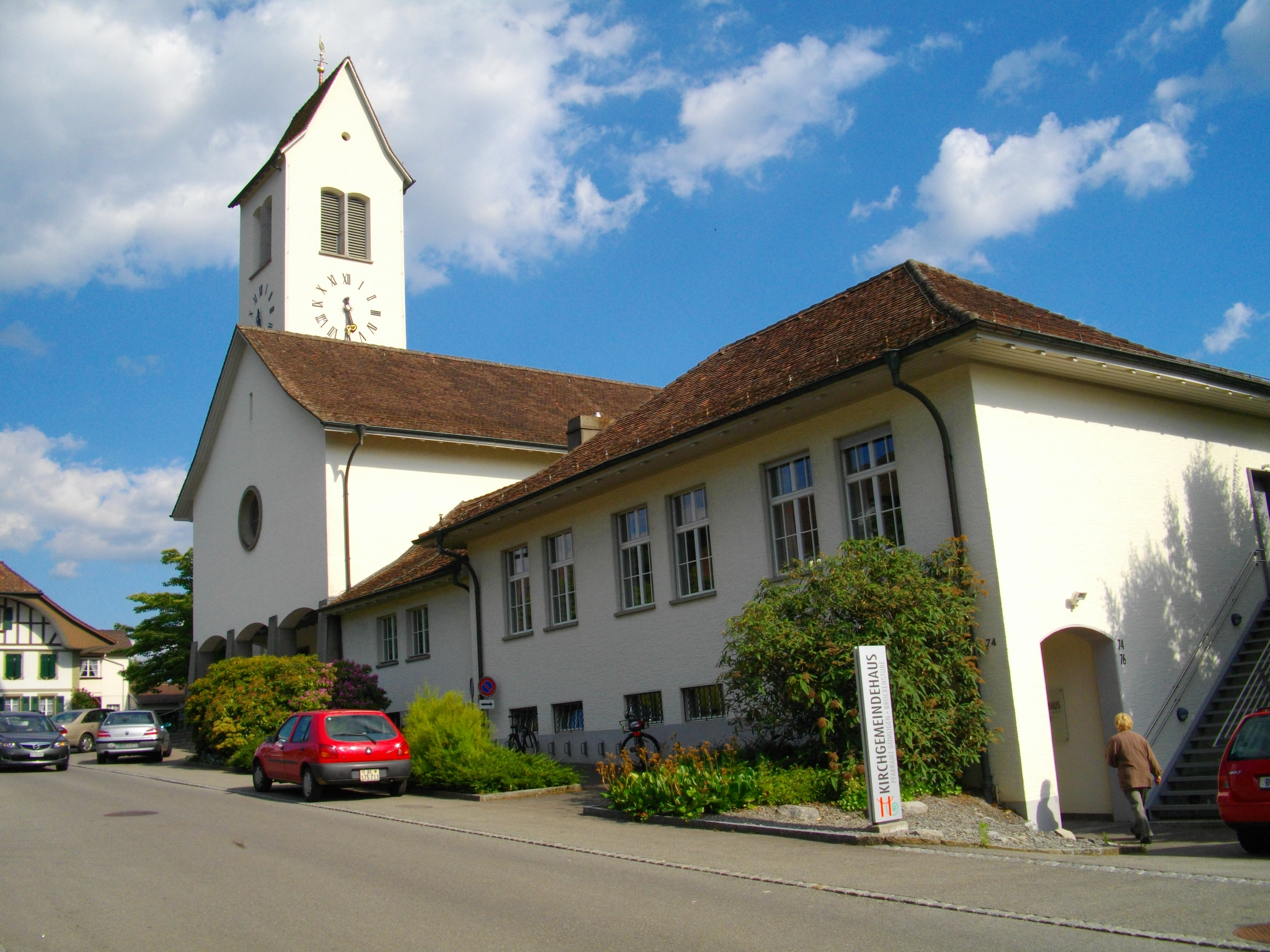
La chiesa riformata

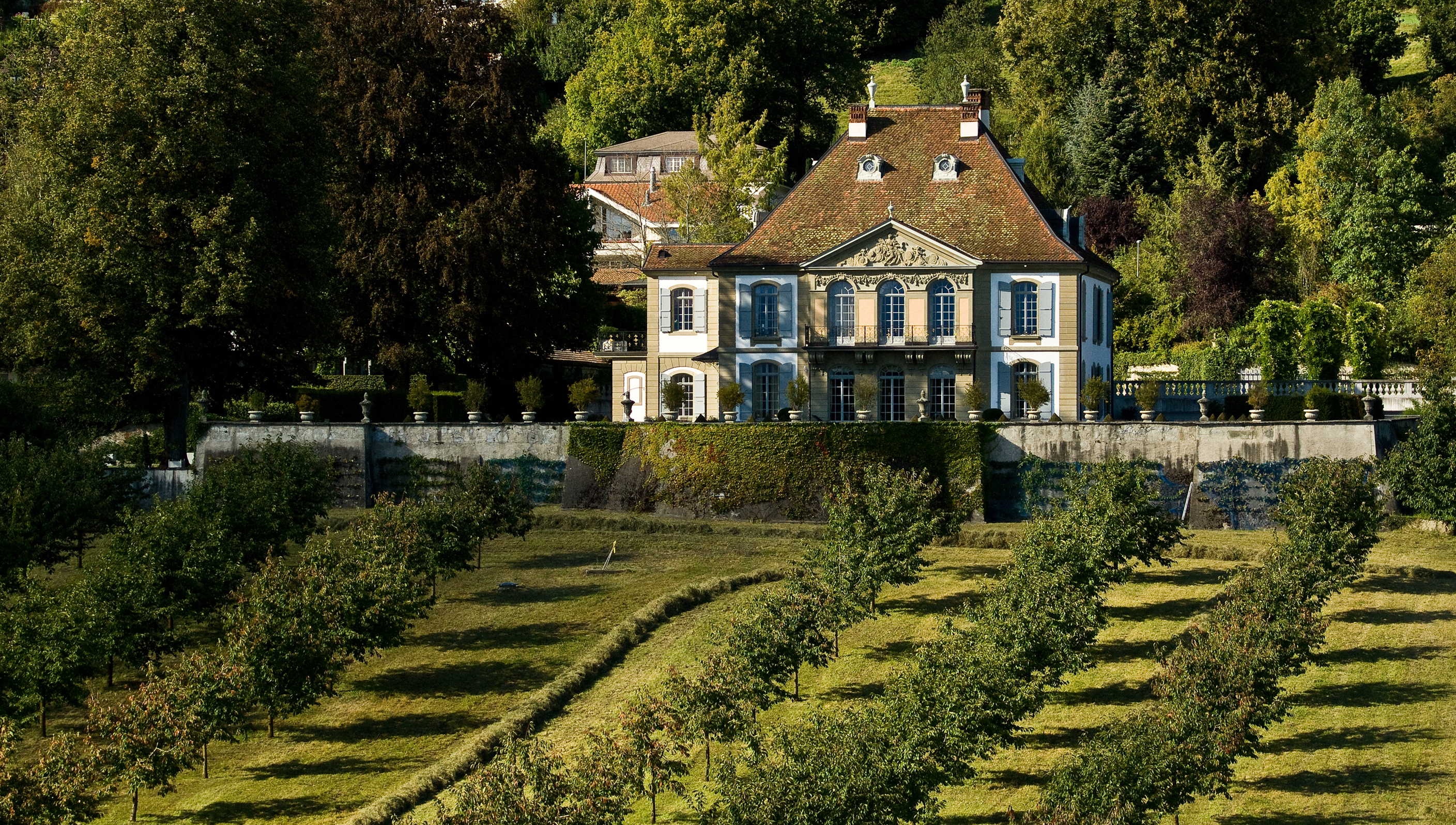
Il castello di Gümligen

- Chiesa riformata, eretta nel 1953-1954[1];
- Castello di Gümligen, eretto nel 1736-1739[1].

## Società

### Evoluzione demografica
L'evoluzione demografica è riportata nella seguente tabella:
Abitanti censiti

## Infrastrutture e trasporti

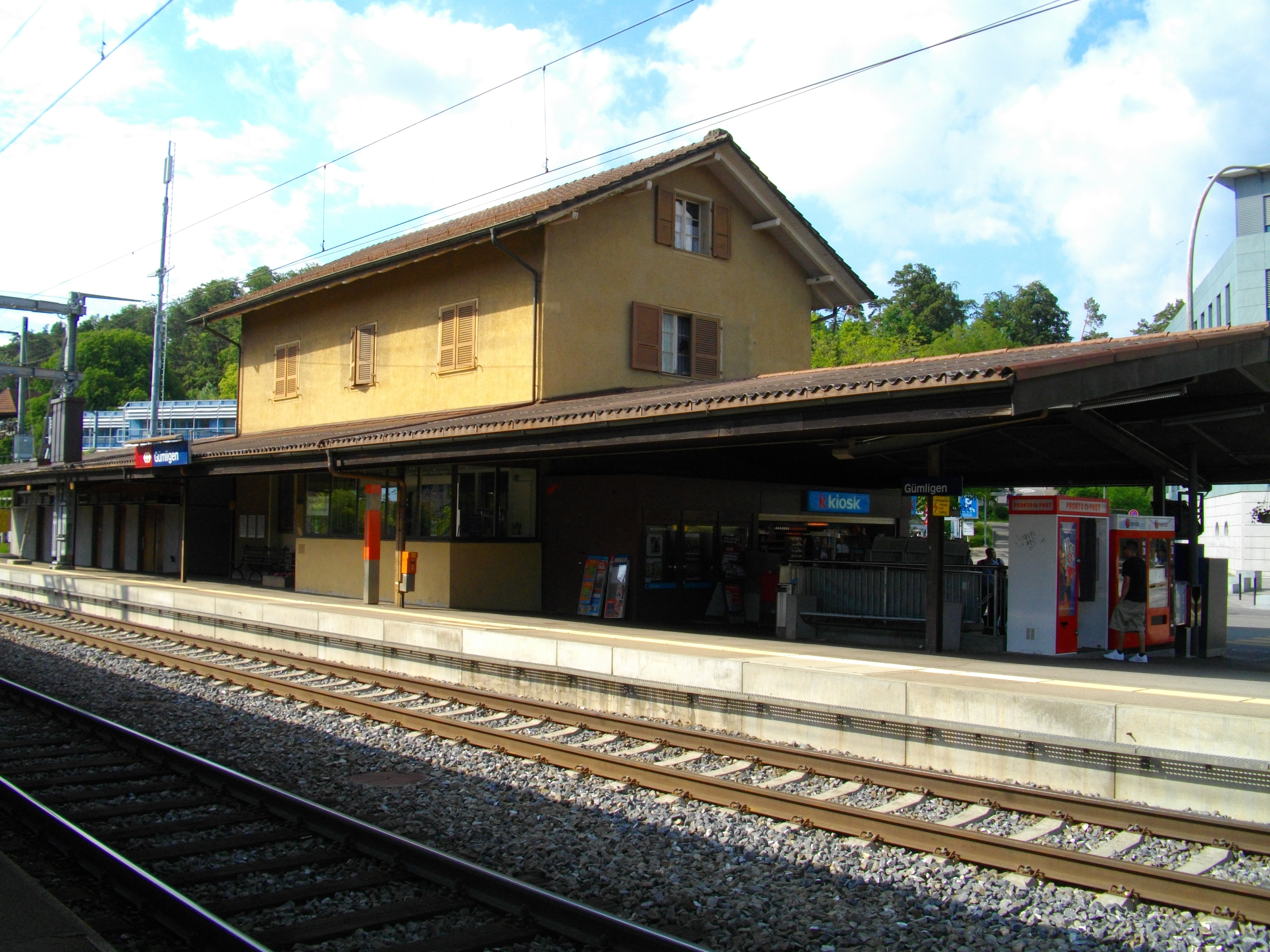
La stazione di Gümligen

Gümligen è servita dall'omonima stazione sulla ferrovia Berna-Thun.